# A. E. 밴보트
앨프리드 엘튼 밴 보우트(영어: Alfred Elton van Vogt [væn voʊt][*], 1912년 4월 26일 ~ 2000년 1월 26일)는 캐나다 태생의 SF 소설가이다. 20세기 중반 SF의 황금기를 이끈 작가 중의 한 명이다.